# Loch Fyne Oysters

Logo

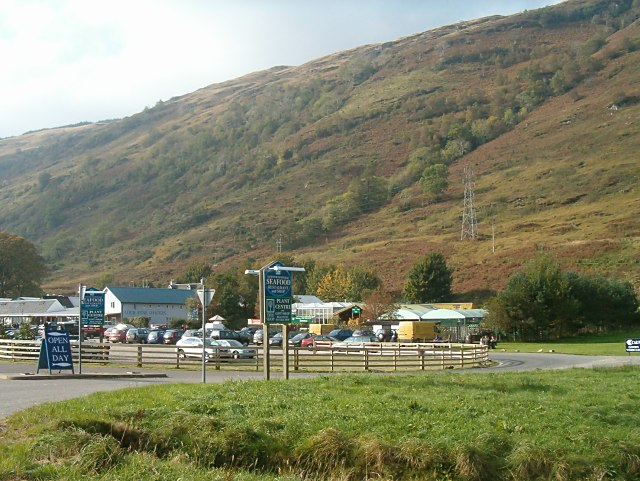
Die erste Loch Fyne Oyster Bar bei Cairndow

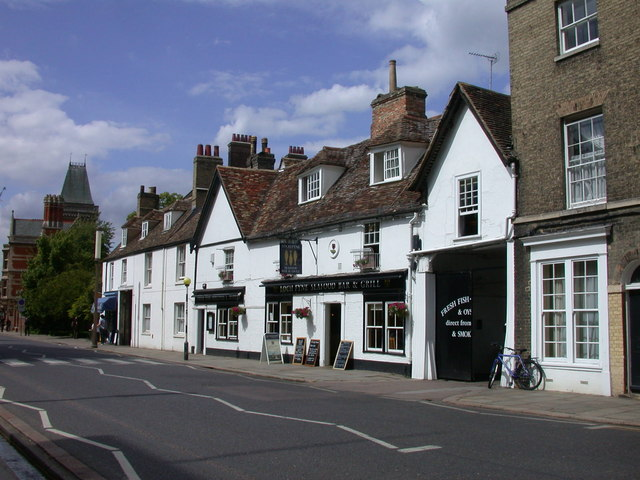
Loch Fyne Seafood Bar and Grill in Cambridge

Loch Fyne Oysters ist ein Unternehmen, das ursprünglich für die Zucht und den Verkauf von Austern gegründet wurde und später die Produktpalette um eine Reihe weiterer Meeresfrüchte, Fisch (insbesondere Lachs), Fleisch und Wild erweitert hat. Zum Unternehmen gehörte früher auch die Loch-Fyne-Restaurant-Kette, die 2007 vom britischen Brauerei- und Restaurationsunternehmen Greene King übernommen wurde. Die Loch Fyne Oyster Bar in Cairndow am Ufer des Loch Fyne (Schottland) gehört auch heute noch zu Loch Fyne Oysters. 2014 erhielt Loch Fyne Oysters den Queen’s Award for Enterprise, International Trade.

## Geschichte
Das Unternehmen hat seinen Namen von Loch Fyne, einem Meeresarm an der Westküste von Schottland, und wurde 1978 von John Noble, dem Besitzer des nahe gelegenen Ardkinglas House, und Andy Lane, einem Fischzüchter und Biologen, gegründet. Anfänglich verkaufte das Unternehmen selbst gezüchtete Austern an diverse Restaurants in Großbritannien. In den frühen 1980er Jahren diversifizierte das Unternehmen in die Lieferung anderer Meeresfrüchte und eröffnete eine Räucherkammer um Lachs und andere Fische zu räuchern.
Im Jahr 1988 wurde die Loch Fyne Oyster Bar am Ufer des Loch Fyne in der Nähe von Cairndow eröffnet. Nach der Etablierung weiterer Restaurants in Nottingham und Peterborough planten Noble und Lane gegen Ende der 1990er Jahre eine größere Expansion und gründete 1998 mit zwei weiteren Unternehmern die Loch Fyne Restaurant-Kette.
Im Jahr 2002 starb Johnny Noble und die Firma Loch Fyne Oysters ging 2003 in den hundertprozentigen Besitz seiner Mitarbeiter über, die das Unternehmen 2012 an die Scottish Seafood Investments verkauften, ein Joint-Venture des Private-Equity-Investors Northern Link Ltd. und The Scottish Salmon Company.
Die Restaurantkette mit ihren 38 Restaurants in ganz Großbritannien wurde im August 2007 vom britischen Brauerei- und Restaurationsunternehmen Greene King gekauft.
Loch Fyne Oysters beliefert neben der Loch Fyne Restaurantkette auch weitere Gastronomiebetriebe mit Austern, Muscheln, Krustentieren, Lachs und anderen Fischen und verkauft die Produkte auch im internationalen Handel und über das Internet. Das Unternehmen setzt jährlich rund 2 Millionen Austern höchster Güte ab und wurde mit mehreren Qualitätslabeln ausgezeichnet, unter anderem 2014 mit dem Queen’s Award for Enterprise: International Trade.